# Jonesboro, Illinois
Jonesboro är administrativ huvudort i Union County i den amerikanska delstaten Illinois. Den tredje debatten mellan Abraham Lincoln och Stephen A. Douglas ägde rum i Jonesboro den 15 september 1858.